# Virgen de Rocamora

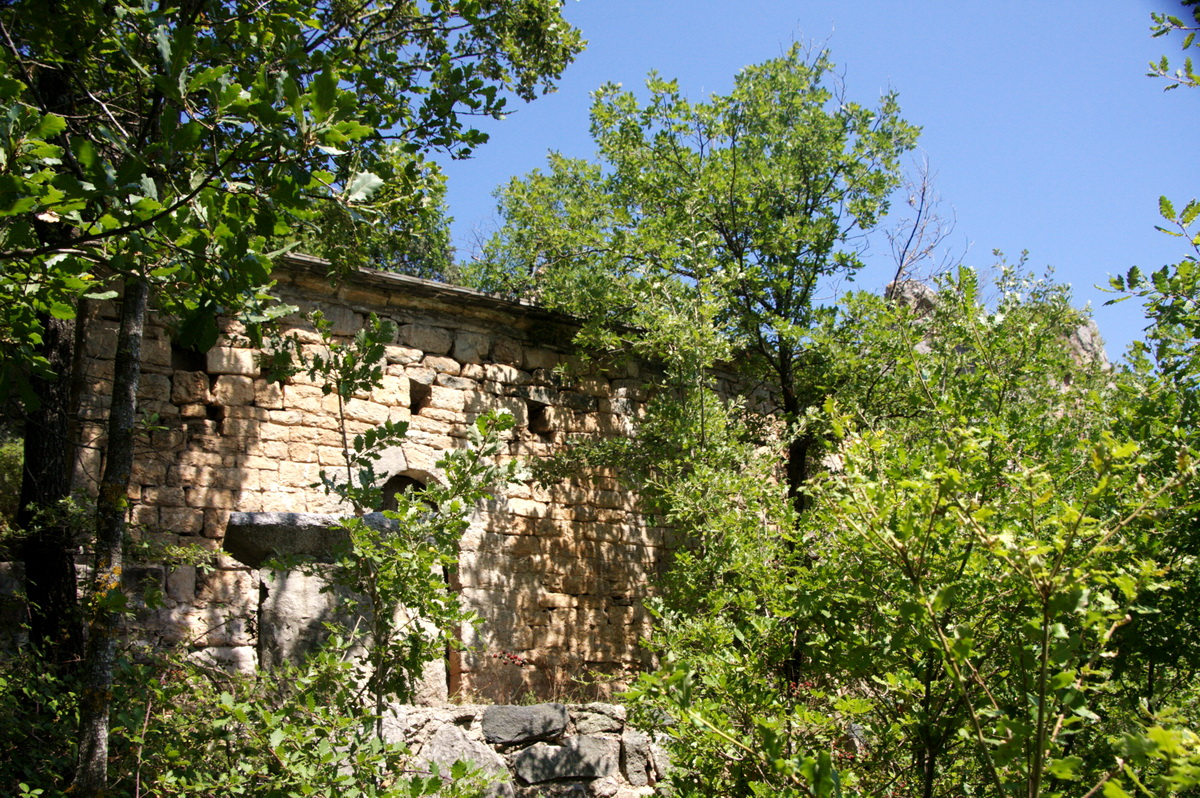
Virgen de Rocamora

Die Kirche Virgen de Rocamora (katalanisch Mare de Déu de Rocamora) in Sopeira, einer Gemeinde in der spanischen Provinz Huesca der Autonomen Region Aragonien, wurde im 13. Jahrhundert errichtet. Die Kirche befindet sich im ehemaligen Weiler Sant Orenç.
Die romanische Kirche gehörte zu einer Einsiedelei. Sie ist einschiffig und schließt im Osten mit einem halbrunden Chor. Sie ist aus Bruchstein gebaut. Das Dach der Kirche ist mit Steinplatten gedeckt. An der Westfassade befindet sich ein schlichtes, rundbogiges Portal.